# Arthur May
Arthur Johan May (Paramaribo, Suriname, 2 juli 1903 – Leidschendam, 8 februari 1979) was een Surinaams politicus.
Van 1945 tot 1947 was hij belast met beheer over het district Commewijne waarnaast hij tijdelijk tevens de functie van districts-commissaris van Marowijne waarnam. In 1947 volgde zijn benoeming tot gouvernementssecretaris.
Van 3 april 1948 tot 18 juni 1949 was hij voorzitter van wat eerst het College van Bijstand en in verband met de Staatsregeling vanaf 25 juni 1948 College van Algemeen Bestuur (CAB) heette. Het CAB bestond uit
- A.J. May (Voorzitter)
- A.W. Brakke (Economische Zaken)
- J.C. de Miranda (Justitie en Politie, Onderwijs en Volksontwikkeling)
- H.N. Hajary (Sociale Zaken en Volksgezondheid)
- W.G.H.C.J. Smit (Financiën, tot december 1948)
- E.Th.L. Waller (Landbouw)

In 1948 werd in Suriname het algemeen kiesrecht ingevoerd en bij de eerste algemene verkiezingen van mei 1949 behaalde de NPS 13 zetels, VHP 6 zetels en KTPI de overige 2 zetels in de Staten van Suriname. Op verzoek van NPS-voorzitter Van der Schroeff werd de advocaat De Miranda voorzitter van het CAB wat in januari 1950 hernoemd zou worden tot de regeringsraad.
Hierna vertrok May naar Nederland. Hij was hier werkzaam op het ministerie van Buitenlandse Zaken, waar hij in 1966 promoveerde tot directeur van de Directie Westelijk Halfrond.
Met zijn pensionering keerde hij in 1968 terug naar zijn geboorteland. Begin 1969 viel het kabinet-Pengel II waarna May van 5 maart 1969 tot 20 november 1969 leiding gaf aan een interim-kabinet, geformeerd door Huerta Milano Celvius Bergen.
Hij was 5 maart 1969 tot en met 20 november 1969 premier van de interim zakenkabinet-May.Het kabinet regeerde van 5 maart 1969 tot en met 20 november 1969.
Hij overleed op begin 1979 op 75-jarige leeftijd In Leidschendam (Nederland).
- Gemeinsame Normdatei: 1041848919
- Virtual International Authority File: 305248393
- WorldCat: E39PBJhH4K9MQ3QYG7yfKHXTpP